# Ola Ljungberg
Ola Ljungberg (12 febbraio 1946) è un allenatore di calcio ed ex calciatore svedese, di ruolo difensore.

## Carriera

### Giocatore

#### Club
Ljungberg militò nelle file dell'Örebro dal 1971 al 1977.

### Allenatore
Fu tecnico del Sogndal dal 1988 al 1989.